# Calodia apicalis
Calodia apicalis är en insektsart som beskrevs av Li 1989. Calodia apicalis ingår i släktet Calodia och familjen dvärgstritar. Inga underarter finns listade i Catalogue of Life.